# Wallace, Florida
Wallace är en så kallad census-designated place i Santa Rosa County i Florida. Vid 2010 års folkräkning hade Wallace 1 785 invånare.